# آلکساندر ینیکومیشان
آلکساندر ینیکومیشان (ارمنی: Ալեք Ենիգոմշեան؛ زادهٔ ۶ فوریهٔ ۱۹۵۵) کنشگر سیاسی ملی‌گرا و روزنامه‌نگار اهل ارمنستان است.